# Kis nádipatkány
A kis nádipatkány más néven szavannai nádipatkány (Thryonomys gregorianus) az emlősök (Mammalia) osztályának a rágcsálók (Rodentia) rendjébe, ezen belül a nádipatkányfélék (Thryonomyidae) családjába tartozó faj.

## Előfordulása
Afrika szubtrópusi és trópusi bozótosaiban, füves pusztáin, mocsaraiban található meg, a következő országok: Kamerun, Csád, a Kongói Demokratikus Köztársaság, Etiópia, Kenya, Malawi, Szudán, Tanzánia, Uganda, Zambia, Zimbabwe területén honos, lehet, hogy Mozambikban is előfordul.

## Alfajai
- Thryonomys gregorianus gregorianus Thomas, 1894
- Thryonomys gregorianus sclateri Thomas, 1897